# Ligne Tōbu Skytree
La ligne Tōbu Skytree (東武スカイツリーライン, Tōbu Sukaitsurii-rain) est une ligne ferroviaire de la compagnie privée Tōbu dans la région de Kantō au Japon. Elle relie la gare d'Asakusa à Tokyo à celle de Tōbu-dōbutsu-kōen dans la préfecture de Saitama. 
Sur les cartes, la ligne est de couleur bleu et les gares sont identifiées par les lettres TS suivies d'un numéro.

## Histoire
La ligne est créée le 17 mars 2012 en reprenant la partie sud de la ligne Isesaki, en prévision de l'ouverture de la Tokyo Skytree le 22 mai 2012.

## Caractéristiques

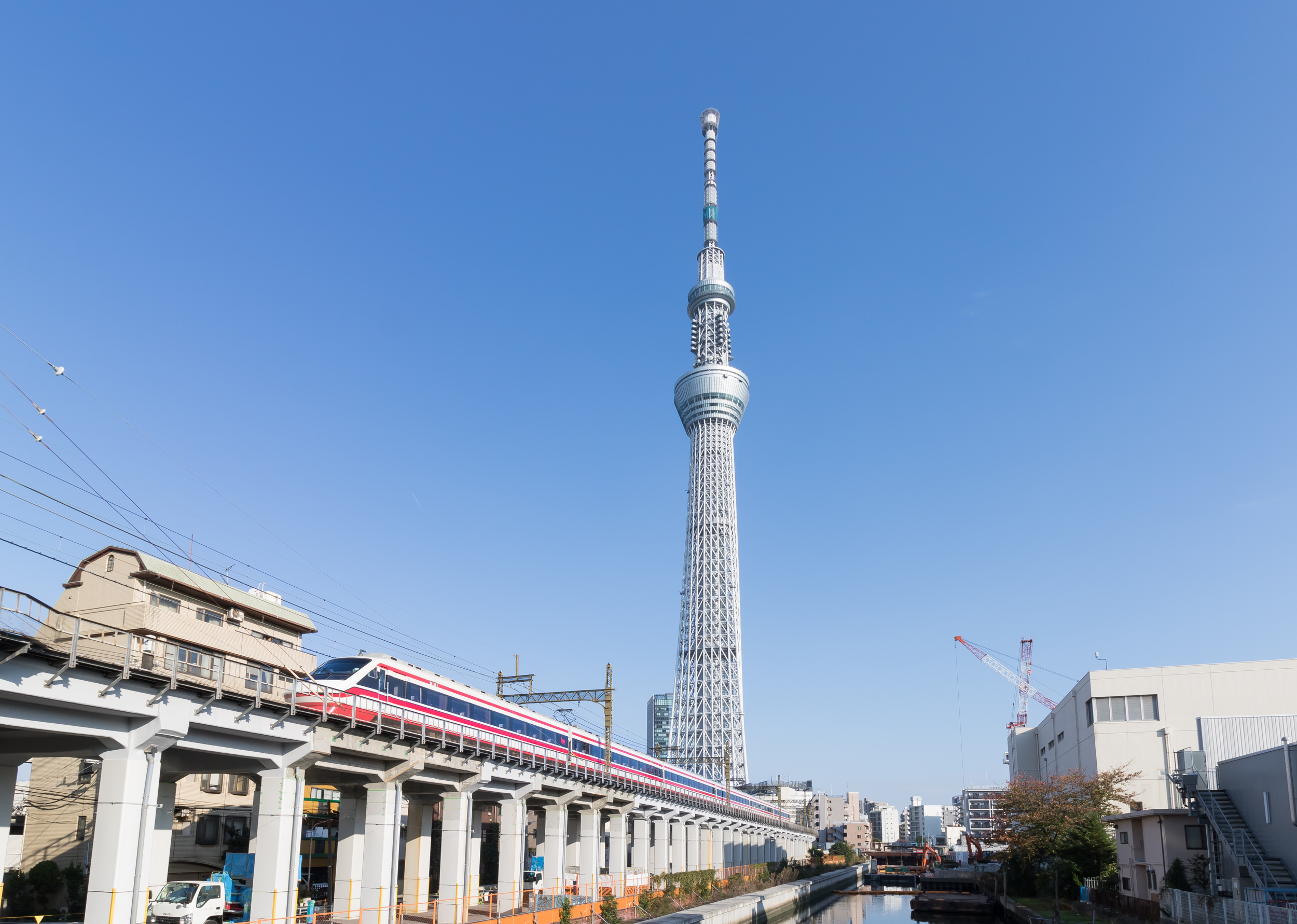
La ligne Skytree au pied de la Tokyo Skytree.

### Ligne
- Longueur : 41,0 km
- Ecartement : 1 067 mm
- Alimentation : 1 500 Vcc par caténaire
- Nombre de voies :
  - Quadruple voie de Tokyo Skytree à Hikifune et de Kita-Senju et Kita-Koshigaya
  - Double voie le reste de la ligne

### Interconnexion
La ligne Skytree est interconnectée avec les lignes suivantes :
- Ligne Hanzōmon à Oshiage,
- Ligne Hibiya à Kita-Senju,
- Ligne Isesaki à Tōbu-dōbutsu-kōen,
- Ligne Nikkō à Tōbu-dōbutsu-kōen.

### Liste des gares
La ligne comporte 30 gares numérotées de TS-01 à TS-30.
| Schéma | Schéma | Schéma | Schéma | Schéma | Numéro | Gares             | Nom japonais           | Distance (km) | Correspondances                                                                      | Localisation | Localisation          |
| ------ | ------ | ------ | ------ | ------ | ------ | ----------------- | ---------------------- | ------------- | ------------------------------------------------------------------------------------ | ------------ | --------------------- |
|        |        |        |        |        |        |                   |                        |               |                                                                                      |              |                       |
|        |        |        | •      |        | TS-01  | Asakusa           | 浅草                   | 0             | Tokyo Metro : Ginza Toei : Asakusa                                                   | Taitō        | Tokyo                 |
|        |        |        | •      |        | TS-02  | Tokyo Skytree     | とうきょうスカイツリー | 1,1           |                                                                                      | Sumida       | Tokyo                 |
|        | •      |        |        |        | TS-03  | Oshiage (Skytree) | 押上〈スカイツリー前〉 | -             | Tokyo Metro : Hanzōmon (interconnexion) Toei : Asakusa Keisei : Oshiage              | Sumida       | Tokyo                 |
|        |        | •      |        |        | TS-04  | Hikifune          | 曳舟                   | 2,4           | Tōbu : Kameido                                                                       | Sumida       | Tokyo                 |
|        |        | •      |        |        | TS-05  | Higashi-Mukōjima  | 東向島                 | 3,2           |                                                                                      | Sumida       | Tokyo                 |
|        |        | •      |        |        | TS-06  | Kanegafuchi       | 鐘ヶ淵                 | 4,2           |                                                                                      | Sumida       | Tokyo                 |
|        |        | •      |        |        | TS-07  | Horikiri          | 堀切                   | 5,3           |                                                                                      | Adachi       | Tokyo                 |
|        |        | •      |        |        | TS-08  | Ushida            | 牛田                   | 6,0           | Keisei : Keisei (à Keisei Sekiya)                                                    | Adachi       | Tokyo                 |
|        |        | •      |        |        | TS-09  | Kita-Senju        | 北千住                 | 7,1           | Tokyo Metro : Chiyoda, Hibiya (interconnexion) JR East : Jōban MIR : Tsukuba Express | Adachi       | Tokyo                 |
|        |        | •      |        |        | TS-10  | Kosuge            | 小菅                   | 8,2           |                                                                                      | Adachi       | Tokyo                 |
|        |        | •      |        |        | TS-11  | Gotanno           | 五反野                 | 9,3           |                                                                                      | Adachi       | Tokyo                 |
|        |        | •      |        |        | TS-12  | Umejima           | 梅島                   | 10,5          |                                                                                      | Adachi       | Tokyo                 |
|        |        | •      |        |        | TS-13  | Nishiarai         | 西新井                 | 11,3          | Tōbu : Daishi                                                                        | Adachi       | Tokyo                 |
|        |        | •      |        |        | TS-14  | Takenotsuka       | 竹ノ塚                 | 13,4          |                                                                                      | Adachi       | Tokyo                 |
|        |        | •      |        |        | TS-15  | Yatsuka           | 谷塚                   | 15,9          |                                                                                      | Sōka         | Préfecture de Saitama |
|        |        | •      |        |        | TS-16  | Sōka              | 草加                   | 17,5          |                                                                                      | Sōka         | Préfecture de Saitama |
|        |        | •      |        |        | TS-17  | Matsubara-Danchi  | 松原団地               | 19,2          |                                                                                      | Sōka         | Préfecture de Saitama |
|        |        | •      |        |        | TS-18  | Shinden           | 新田                   | 20,5          |                                                                                      | Sōka         | Préfecture de Saitama |
|        |        | •      |        |        | TS-19  | Gamō              | 蒲生                   | 21,9          |                                                                                      | Koshigaya    | Préfecture de Saitama |
|        |        | •      |        |        | TS-20  | Shin-Koshigaya    | 新越谷                 | 22,4          | JR East : Musashino (à Minami-Koshigaya)                                             | Koshigaya    | Préfecture de Saitama |
|        |        | •      |        |        | TS-21  | Koshigaya         | 越谷                   | 24,1          |                                                                                      | Koshigaya    | Préfecture de Saitama |
|        |        | •      |        |        | TS-22  | Kita-Koshigaya    | 北越谷                 | 26,0          |                                                                                      | Koshigaya    | Préfecture de Saitama |
|        |        | •      |        |        | TS-23  | Ōbukuro           | 大袋                   | 28,5          |                                                                                      | Koshigaya    | Préfecture de Saitama |
|        |        | •      |        |        | TS-24  | Sengendai         | せんげん台             | 29,8          |                                                                                      | Koshigaya    | Préfecture de Saitama |
|        |        | •      |        |        | TS-25  | Takesato          | 武里                   | 31,1          |                                                                                      | Kasukabe     | Préfecture de Saitama |
|        |        | •      |        |        | TS-26  | Ichinowari        | 一ノ割                 | 33,0          |                                                                                      | Kasukabe     | Préfecture de Saitama |
|        |        | •      |        |        | TS-27  | Kasukabe          | 春日部                 | 35,3          | Tōbu : Urban Park                                                                    | Kasukabe     | Préfecture de Saitama |
|        |        | •      |        |        | TS-28  | Kita-Kasukabe     | 北春日部               | 36,8          |                                                                                      | Kasukabe     | Préfecture de Saitama |
|        |        | •      |        |        | TS-29  | Himemiya          | 姫宮                   | 38,4          |                                                                                      | Miyashiro    | Préfecture de Saitama |
|        |        | •      |        |        | TS-30  | Tōbu-dōbutsu-kōen | 東武動物公園           | 41,0          | Tōbu : Isesaki (interconnexion), Nikkō (interconnexion)                              | Miyashiro    | Préfecture de Saitama |
|        |        |        |        |        | TS-30  | Tōbu-dōbutsu-kōen | 東武動物公園           | 41,0          | Tōbu : Isesaki (interconnexion), Nikkō (interconnexion)                              | Miyashiro    | Préfecture de Saitama |